# Zamek w Satanowie
Zamek w Satanowie – zabytkowy zamek zbudowany w XV wieku nad brzegiem Zbrucza ufundował Piotr Odrowąż, ówczesny właściciel Satanowa.

## Historia
Po śmierci w 1545 r. ostatniego z rodu Stanisława Odrowąża jego córka Zofia poślubiła Jana Krzysztofa Tarnowskiego, wojewodę ruskiego. Po bezpotomnym małżeństwie z Tarnowskim, Zofia wyszła za mąż za Jana Kostkę, z którym miała córkę Katarzynę. Poślubiając Adama Hieronima Sieniawskiego, podczaszego koronnego, wniosła w posagu Satanów, który w rodzinie Sieniawskich był do XVIII w. Zamek na przestrzeni wieków wielokrotnie był nękany przez Tatarów, w tym parokrotnie niszczony i grabiony na przykład w latach: 1523 i 1651, kiedy został zdobyty i zrujnowany przez Kozaków. Po tych wydarzeniach miejscową ludność książę zwalniał od płacenia podatków. Pod panowanie Turcji Podole trafił w 1672 r., ale rok później Satanów był znów polski. Ten stan rzeczy trwał tylko trzy lata, kiedy sułtan Mohamed IV ograbił i zniszczył Podole w zemście za śmierć syna. W Satanowie opanował zamek i zamordował 4 tys. jego obrońców. Do Sieniawskich zamek wrócił w 1699 roku po zakończeniu wojny z Turcją. Adam Mikołaj Sieniawski, kasztelan krakowski i hetman wielki koronny w 1711 r. gościł w Satanowie cara Rosji Piotra Wielkiego. Ze względu na to, że zamek w latach 1700–1724 był w odbudowie po zniszczenia spowodowanych nawałą turecką car mieszkał w domu, znajdującym się w pobliżu zamku. Na ścianie domu umieszczono tablicę na pamiątkę tego wydarzenia.

## Architektura
Zamek został zbudowany na planie pięcioboku. Nieregularne boki zamku składały się z murów kurtynowych o wysokości dochodzącej do 10 metrów, na rogach których zbudowano pięć narożnych baszt, szerokich na 8,5 m, które były wysunięte tak aby ze strzelnic można było ostrzeliwać podchodzących pod mur. Cztery baszty były pięciokątne a wieża bramna miała kształt czworokąta. Bramę posiadała także baszta na najkrótszym boku, od strony miasta. W południowo-wschodnim narożniku wznosi się, pamiętająca jeszcze Odrowążów, wieża ostatecznej obrony. Obrona była najsłabsza od strony stromego i skalistego brzegu rzeki, natomiast w innych miejscach wznosił się drugi mur. Przed murem wykopana była fosa i wały. Pod koniec XIX w. z pięciu baszt zamku Mikołaja Sieniawskiego stały już tylko trzy i były zrujnowane. W 1895 r. na zamku powstała cukrownia i przepompownia wody, co znacznie zniekształciło jego wygląd i doprowadziło do dewastacji substancji zabytkowej. Do czasów współczesnych z zamku zachowały się dwie okrągłe baszty, fragmenty budynku i murów.

## Galeria

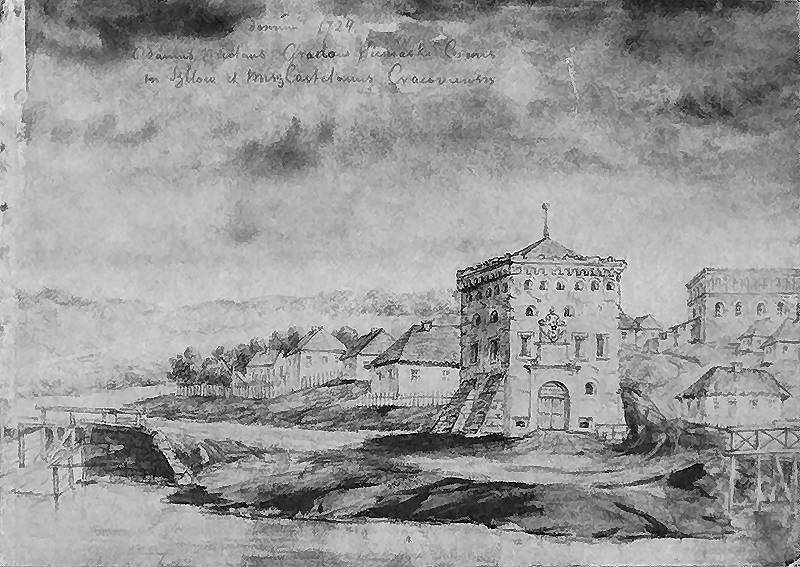
wg Napoleona Ordy
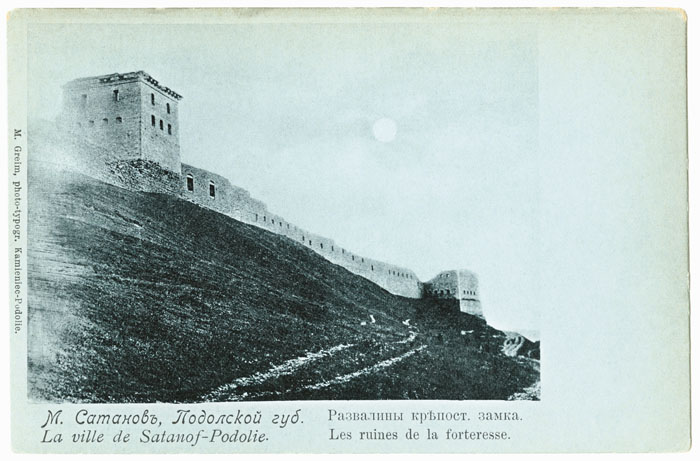
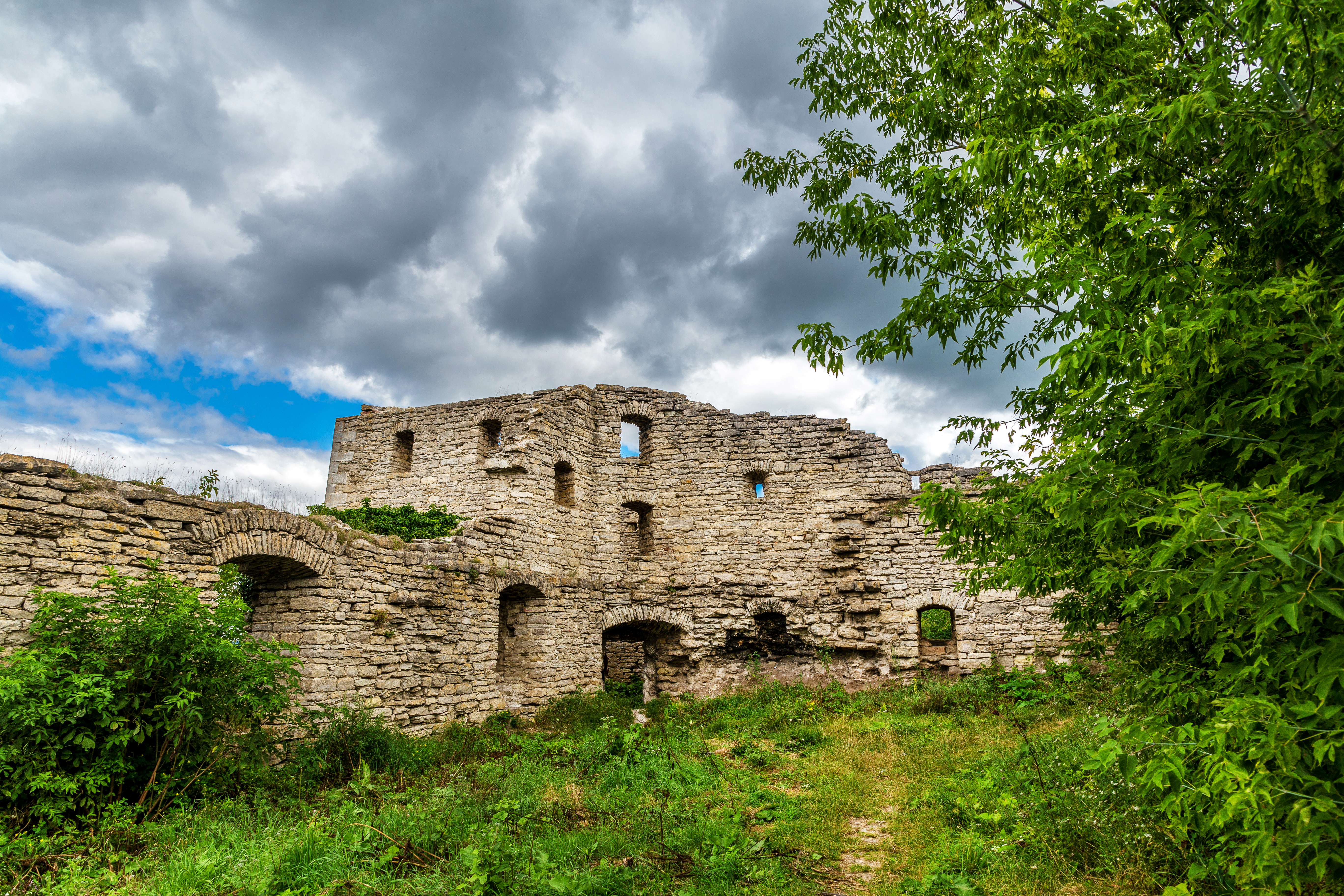
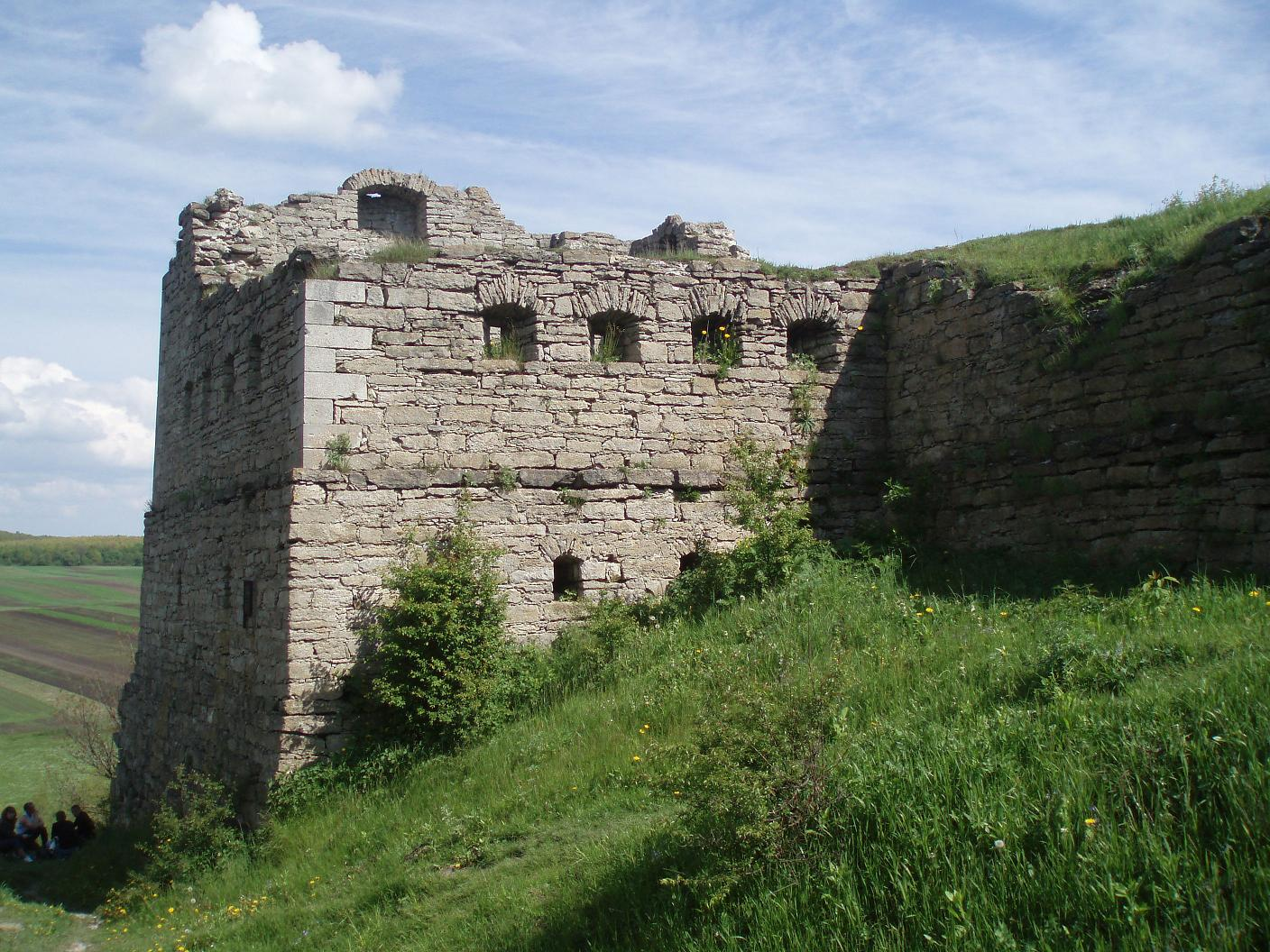
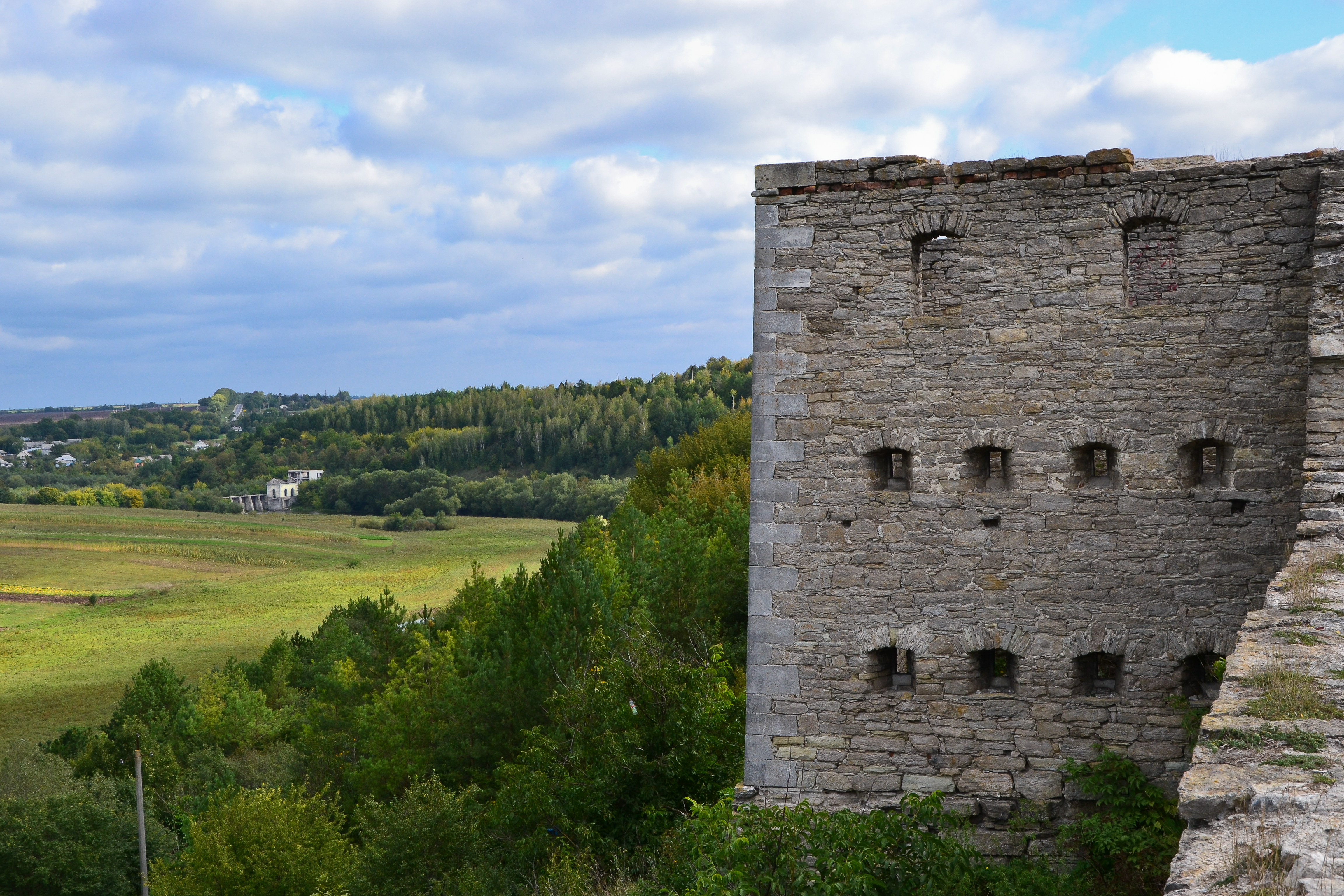
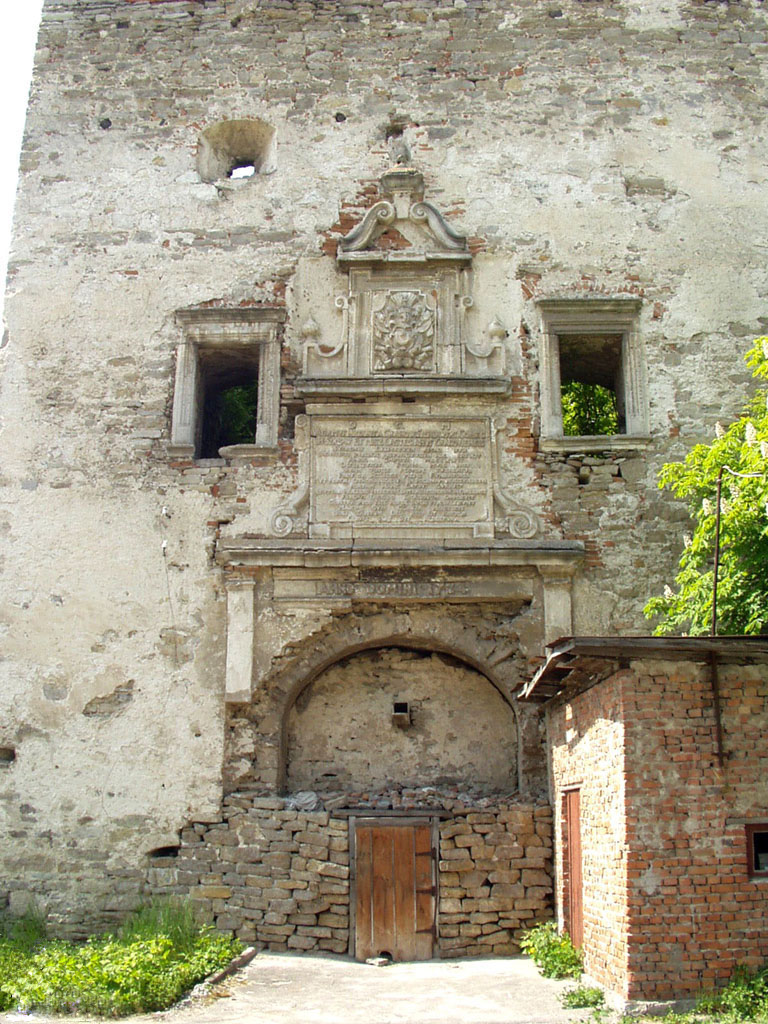
Portal z herbem
Leliwa
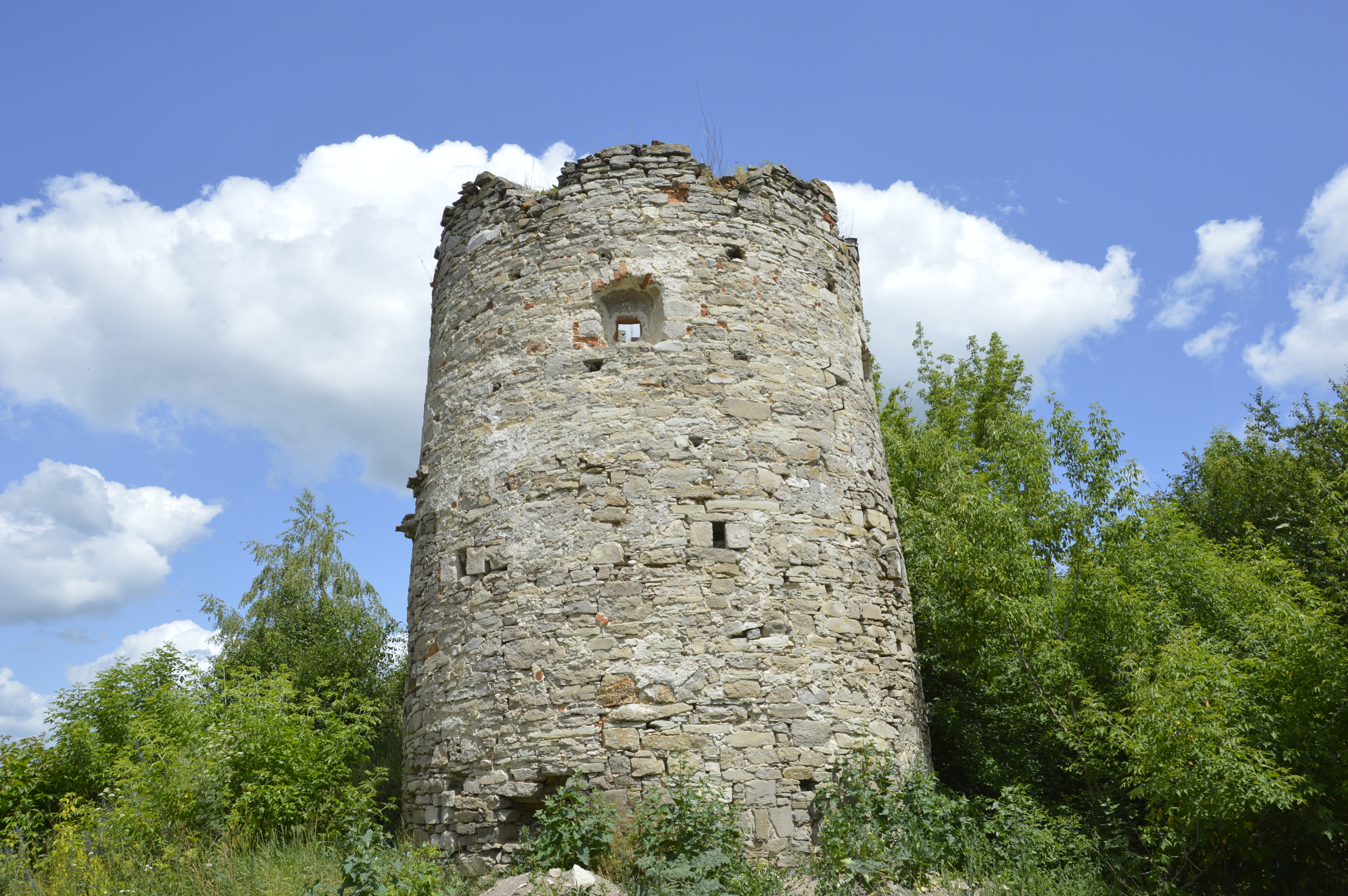